# Aster Petróleo
Aster Petróleo (conhecida como Aster) é uma empresa brasileira especializada no armazenamento, distribuição e venda de combustíveis. Sediada em São Paulo, a empresa mantém uma rede de quase 50 postos de gasolinas.
As origens da Aster datam de meados dos anos 80, quando os sócios do Grupo Aster fundaram uma rede de postos de gasolina em São Paulo. No início dos anos 90, a pequena rede de revendedores decidiu dar um passo ousado: tornar-se um distribuidor para entrega em sua própria rede de postos de combustíveis e para parceiros no estado de São Paulo, Brasil. As atividades de distribuição de combustíveis começaram em 1996. A transportadora do grupo foi criada com a aquisição dos primeiros caminhões-tanque. A Aster, então, deu o primeiro passo para a independência operacional, construindo sua primeira unidade de armazenamento, (interligada à Petrobras por meio de dutos), localizada em Guarulhos, na Grande São Paulo.
Desde o início, a empresa é presidida por Carlos Alberto de Oliveira Santiago, que em 1997 foi preso em flagrante por participação em um esquema de prostituição infantil e absolvido em 1998. 
Em 2015 na Operação Politéia, a Polícia Federal apreendeu R$3,67 milhões em um cofre na sede da empresa em São Paulo. A suspeita é que o dinheiro era de intermédio de propina de 1% para Collor.
Carlos Alberto de Oliveira Santiago morreu em 2016 em decorrência de problemas de saúde.